# Métro de Bangalore
Le métro de Bangalore, désigné sous le nom de Namma Metro ("Notre métro" en Kannada), est un système de transport en commun rapide sur rail desservant la ville de Bengaluru en Inde. Mis en service en en octobre 2011 après 4 ans de travaux, c'est chronologiquement le troisième métro d'Inde après celui de Kolkata et de Delhi et le troisième également par sa longueur après le métro de Delhi et d'Hyderabad. Sa caractéristique est de disposer de la première ligne de métro souterraine en Inde du Sud. Le réseau de métro se compose de deux lignes  d’une longueur totale de 42,4 km desservant 41 stations. Le système comprend des stations souterraines, au niveau du sol et en aérien, Ses voies sont à écartement ferroviaire standard. Le métro transporte en moyenne 400 000 passagers par jour. D'ici 2023, le système devrait achever son réseau de phase 2 et fournir une connectivité aux importants pôles technologiques de la ville.
La Bangalore Metro Rail Corporation Ltd (BMRC), une entreprise commune du gouvernement indien et du gouvernement du Karnataka, a construit et exploite le métro. Les services fonctionnent tous les jours entre 05h00 et 23h00 avec un intervalle entre trains variant de 4 à 20 minutes. Les trains sont composés de trois à six voitures. La puissance de sortie est fournie par un courant continu de 750 volts à travers un troisième rail. Le métro de Bangalore est le deuxième système de transport ferroviaire en Inde à utiliser la troisième traction ferroviaire en 750 V CC, le premier étant le métro de Kolkata
Une deuxième ligne a été inaugurée en 2014. Les deux lignes furent par la suite étendues.
Deux autres lignes de métro sont prévues à terme.

## Historique
La Delhi Metro Rail Corporation Limited (DMRC) a préparé et soumis à la BMRCL le projet détaillé de la première phase du projet de métro en mai 2003. Les travaux de construction de la phase 1 du projet devaient commencer dès 2004, arrivant au stade des appels d'offres en mars 2005, mais ont été retardés à la suite d'une contre-proposition pour un système de monorail, et un changement de gouvernement  au Karnataka en février 2006. Le projet a toutefois été approuvé, après expertises et arbitrages, par les gouvernements fédéral et du Karnataka le 25 avril 2006. Le 11 mai 2006, le gouvernement indien a approuvé l’investissement total du projet estimé à 1,14 milliard d’euros et dont la structure de financement proposée comprenait des capitaux propres, des dettes subordonnées et des dettes senior. Les appels d'offres sont relancés pour des remises de proposition en novembre 2006. Les travaux de génie civil sur le premier tronçon de la ligne violette, un viaduc de 7 km entre Byappanahalli.et Mahatma Gandhi Road, ont débuté le 15 avril 2007. Les appels d'offres pour le matériel roulant lancés, sept sociétés répondirent en août 2007, quatre furent présélectionnés en octobre, et c'est le consortium conduit par la société indienne BEML qui a remporté le contrat en février 2009.
Le premier tronçon de 7 km (6 stations) de la ligne Violette entre Baiyappanahalli et Mahatma Gandhi Road a été inauguré le 20 octobre 2011. Le deuxième tronçon de 6 stations de 6,4 km entre Mysore Road et Magadi Road a été ouvert le 16 novembre 2015. La première section souterraine, d'une longueur de 4,8 km allant de Cubbon Park à la gare de la ville (quatre stations), a ouvert ses portes le 29 avril 2016. Elle complète la ligne violette de 18,2 km (17 stations). Les trains circulent toutes les 10 minutes.
Le premier tronçon de la seconde ligne du métro, la ligne verte, de 9,9 km (10 stations) a été inauguré le 1er mars 2014. Le tronçon reliait Sampige Road à Peenya Industry. Le deuxième tronçon de la ligne, d'une longueur de 2,5 km (3 stations), opérant entre Peenya Industry et Nagasandra, a été ouvert le 1er mai 2015. Le dernier tronçon reliant Sampige Road à Yelachenahalli, soit 12 km dont 4 km en souterrain, avec onze stations au total, a été inauguré le 17 juin 2017 par le président de l'Inde Shri Pranab Mukherjee, complétant ainsi la totalité de la phase 1. La ligne verte relie Nagasandra au nord à Yelachenahalli au sud, sur une distance de 24,2 kilomètres et dessert 24 stations.
Le développement du réseau est divisé en deux phases, la phase 1 comprenant deux lignes a été achevée en 2017. La mise en œuvre de la phase 1 a été divisée en quatre tronçons et deux sections souterraines. Les dates d'achèvement de la phase 1 sont les suivantes, :
| Section                    | Longueur (km) | Stations | Stations terminales du tronçon | Stations terminales du tronçon | Mise en service  |
| -------------------------- | ------------- | -------- | ------------------------------ | ------------------------------ | ---------------- |
| Tronçon 1 (est)            | 6,7           | 6        | Baiyyappanahalli               | Mahatma Gandhi Road            | 20 octobre 2011  |
| Tronçon 2 (ouest)          | 6,4           | 6        | Mysore Road                    | Magadi Road                    | 16 novembre 2015 |
| Souterrain 2 (est - ouest) | 4,8           | 5        | Mahatma Gandhi Road            | Magadi Road                    | 30 avril 2016    |
| Tronçon 3 (nord)           | 9,9           | 10       | Sampige Road                   | Peenya Industry                | 1er mars 2014    |
| Tronçon 3 (nord)           | 2,5           | 3        | Peenya Industry                | Nagasandra                     | 1er mai 2015     |
| Souterrain 1 (nord - sud)  | 4,0           | 4        | Sampige Road                   | National College               | 18 juin 2017     |
| Tronçon 4 (sud)            | 8,0           | 7        | National College               | Yelachenahalli                 | 18 juin 2017     |

### La construction de la phase 2
Le gouvernement indien donna son feu vert à la phase 2 en janvier 2014. La phase 2 consiste en l'extension des deux lignes existantes et la construction de deux nouvelles lignes. La phase 2 ajouterait 72 km de voies, 61 stations (13 km en souterrain, le reste en viaduc).  La ligne violette serait étendue de Mysore Road à Kengeri (6,5 km, cinq stations, ouverture prévue en décembre 2020) et de Baiyyappanahalli à Whitefield (15,5 km, 14 stations). La ligne verte serait étendue de Yelachenhalli à Anjanapura (6,3 km, cinq stations, ouverture prévue en août 2020) et de Nagasandra au Centre international des expositions (3,8 km, trois stations). La ligne 3 (jaune) partirait de RV Road à Bonmasandra (18,8 km, 16 stations) et la ligne 4 (rouge) de Gottigere à Nagawara (21,2 km, 18 stations). La BEI ainsi que la Banque asiatique de développement participent au financement de ce projet,. La phase 2 devrait être achevée d'ici à mars 2023. Une extension nord d'une nouvelle ligne nord-sud jusqu'à l'aéroport est également à l'étude, ce qui ajouterait 25 km supplémentaires. Une ligne bleue est également à l'étude. Une fois la phase 2 terminée, la longueur totale du réseau serait d'environ 140 km (avec l'extension vers l'aéroport).

## Caractéristiques du système

### Matériel roulant
La spécification relative au matériel roulant repose sur des formations de trois voitures à carrosserie en acier inoxydable, une remorque entre deux unités motrices. Les larges passerelles internes facilitent la circulation des passagers et la répartition de la charge. Les trains sont entièrement climatisés avec un espace réservé aux personnes à mobilité réduite. Bien qu’ayant de nombreuses fonctions automatisées, les trains sont sous le contrôle du conducteur. La vitesse maximale des trains est de 80 km/h.
Tous les trains de métro sont dotés de la technologie Wi-Fi (le premier métro en Inde à proposer cette fonctionnalité). Le service Wi-Fi gratuit a été mis à la disposition des navetteurs le 31 juillet 2013. Les passagers ont également une communication vocale d'urgence avec le personnel de train via un système de haut-parleurs. Les passagers reçoivent un bouton d’appel pour communiquer quoi que ce soit au conducteur ou au centre de contrôle en cas d’urgence.
Initialement, les offres de Bombardier et Siemens, Alstom et du consortium composé de BEML, Mitsubishi et Hyundai Rotem avaient été présélectionnés pour la fourniture du matériel roulant. En février 2009, le consortium dirigé par la société indienne BEML a remporté le contrat de fourniture de 150 véhicules (50 trains de trois véhicules) pour la première phase du projet. Alors que Mitsubishi fournirait la traction, Hyundai Rotem certains composants, BEML produira les autres éléments et intégrera les véhicules. Le premier train a fait un essai en décembre 2010.
Au début de 2017, le BMRC a lancé des appels d'offres pour 150 véhicules supplémentaires afin de pouvoir constituer des trains de six véhicules sur l'ensemble du parcours de la phase 1,. Le 27 mars 2017, BEML annonce avoir remporté le contrat. Le premier train de six véhicules a été mis en service sur la ligne violette le 23 juin 2018. Les livraisons s'échelonneront jusqu'en décembre 2019.
En février 2019, BEML obtint un contrat complémentaire pour sept nouveaux trains de six véhicules.

### Courant fort (traction)
Le métro de Bangalore est le deuxième système de transport ferroviaire en Inde après le métro de Kolkata à utiliser un courant de traction de 750 V CC par troisième rail. En décembre 2009, ABB a remporté le contrat portant sur la fourniture de solutions énergétiques pour la première phase du réseau de métro. ABB a conçu, fourni, installé et mis en service quatre sous-stations recevant et distribuant de l’électricité, évaluées chacune à 66/33 kV, ainsi que des sous-stations auxiliaires et de traction. ABB a également fourni un système de gestion de réseau intégré, ou SCADA, permettant de surveiller et de contrôler les installations.
En février 2019, Alstom a remporté un contrat pour la fourniture de systèmes d'électrification pour la phase II du métro. L'entreprise construira 56 sous-stations pour alimenter la phase II du système.
C'est une société espagnole Ardanuy Ingeniería qui signe un contrat pour la fourniture du rail de traction et le système SCADA de la ligne Outer Ring Road et de la ligne de l'aéroport.

### Signalisation
En septembre 2009, le consortium dirigé par Alstom Project India Limited a remporté un contrat d'un montant de 563,4 milliards de roupies pour la fourniture d'un système de contrôle et de signalisation pour la première phase du projet. Le consortium comprend Alstom Transport,Thales Portugal et Sumitomo Corporation. Alstom assurera la conception, la fabrication, la fourniture, l’installation, l’essai et la mise en service du système de contrôle et de signalisation des trains et Thales assurera la conception, l’installation, les essais et la mise en service du système de télécommunication. Il comprend le système de contrôle automatique de train Urbalis 200 qui garantira une sécurité optimale, des opérations flexibles et un confort accru des passagers.
Le centre de contrôle intégré à Byappanahalli est en communication directe avec les trains et les gares équipées en vidéosurveillance et d'outils d'informations de service visuelles et sonores. Les passagers disposent d'une communication vocale d’urgence avec le personnel du train.

## Exploitation et fréquentation
Le service de métro fonctionne entre 5h00 et 23h00. Le service commence à 7h00 le dimanche. Il y a des trains toutes les 8 minutes entre 8h et 20h et toutes les 10 minutes à d'autres heures. En semaine, les trains circulent toutes les 4 minutes entre 9 heures et 10 heures. La durée du trajet de bout en bout sur la ligne violette est de 35 minutes, et sur la ligne verte de 45 minutes. Les services de métro ont parfois fonctionné au-delà de 23h00 heures. Les services sont généralement étendus les jours de festival ou lorsqu'un match international de cricket a lieu à Bangalore.
En décembre 2017, le nombre de passagers quotidiens empruntant le métro était compris entre 360 000 et 370 000 passagers. Le nombre annuel de passagers en 2015-2016 était de 16,8 millions.

## Projets de développement
Outre la phase II du métro en construction, la ville de Bangalore étudie des projets de tramways ainsi qu'un projet vers l'aéroport. Par ailleurs les gouvernements fédéral et de l'état fiancent une étude de faisabilité pour un réseau de transport sur rail suburbain,.

### Liaison ferroviaire avec l'aéroport
Plusieurs propositions furent émises concernant cette liaison, avec une ligne à grande vitesse ou en monorail. C'est BMRC qui fut chargé de la gestion de ce projet. Il a alors été décidé de construire la liaison aéroportuaire en tant que ligne de métro régulière. En septembre 2016, le consultant indien RITES a suggéré neuf extensions possibles des lignes de métro existantes et une ligne dédiée. Le gouvernement de l'état a invité le public à faire connaitre ses préférences d'itinéraire. C'est une extension de 25,9 km de la ligne Gottigere – Nagawara via Kannur et Bagaluru jusqu'à l'aéroport qui est apparue comme le choix le plus populaire. Mais le 12 mai 2017, le Ministre du Développement de Bangalore a annoncé que le gouvernement avait finalisé la liaison Nagawara-Ramakrishna Hegde Nagar-Jakkur-Yelahanka vers l'aéroport. Le 10 janvier 2019, le Gouvernement d'État a approuvé une modification de l'alignement de la liaison de métro proposée avec l'aéroport. La nouvelle ligne commencera à Krishnarajapuram et traversera Nagawara, Hebbal et Jakkur avant de se diriger vers l'aéroport. La ligne aura une longueur de 39,8 km, soit environ 8 km de plus que la ligne proposée précédemment. Son coût est estimé à 10 584 crores de roupies (1,5 milliard de dollars), soit près du double du coût estimé par le tracé précédent. Un monorail est également envisagé.